# Готель і ресторан «Брістоль»
Готель і ресторан «Брістоль» — будинок у місті Чорткові на Тернопільщині.
Розташований на вулиці Тараса Шевченка, 13.
Оголошений пам'яткою архітектури місцевого значення, охоронний номер 67.

## Відомості
Будинок побудований у 1908—1911 роках минулого століття. 
У 1913 році ресторан з ім'ям «Брістоль» прийняв перших відвідувачів. Під час Другої світової війни та змін керівників у місті це приміщення виконувало найрізноманітніші функції: військової канцелярії, кабінету військового прокурора, житлових приміщень для вищих військових чинів, канцелярії інтендантської служби. У радянський період ресторан дістав нову назву «Дністер». 
У роки незалежної України назву повернули — «Брістоль».